# Vilfredo Pareto
Vilfredo Federico Damaso Pareto (nacido como Wilfried Fritz Pareto; París, 15 de julio de 1848-Céligny, 19 de agosto de 1923) fue un polímata italiano, cuyas áreas de interés incluían la sociología, la ingeniería civil, la economía, la ciencia política y la filosofía. Realizó varias contribuciones importantes a la economía, particularmente en el estudio de la distribución del ingreso y en el análisis de las elecciones individuales, y ha sido una de las mentes detrás de la Escuela de Lausana de economía. Fue responsable de popularizar el uso del término «élite» en el análisis social. Ha sido descrito como «uno de los últimos eruditos del Renacimiento». Formado en física y matemáticas, se convirtió en un polímata cuyo genio se expandió hacia casi todos los demás campos importantes del conocimiento.

## Biografía
Nació en París el 15 de julio de 1848. Su padre, Raffaele Pareto, patriarca genovés y partidario de Giuseppe Mazzini, vivía un exilio voluntario. Vilfredo pasó los primeros años de su vida en Francia, pero realizó todos sus estudios en Italia, a donde regresó en 1858 y donde obtuvo su doctorado en Ingeniería en 1869, en el Instituto Politécnico de Turín. Ejerció su profesión por al menos veinte años, fue administrador de una compañía ferroviaria, y luego ocupó el puesto de superintendente de minas de hierro, las de San Giovanni Valdarno, y luego de las minas de hierro italianas.
Pertenecía a la alta sociedad de Florencia, y la naturaleza de la actividad que desempeñaba lo mantenía en un constante roce con la economía política y, particularmente, con las tarifas proteccionistas. Por ser un consultor industrial, no centraba su atención solo en su profesión, sino que se involucró hasta volverse un especialista en la doctrina librecambista y representó a los que atacaban firmemente el proteccionismo. Más adelante, en la madurez de su etapa intelectual, y disfrutando la tranquilidad de Céligny, abandonó formalmente su carácter polémico por el motivo de que su perspectiva teórica había cambiado, y el ángulo con el que juzgaba los hechos se había ampliado notablemente.

Lettere a Maffeo Pantaleoni, 1960.

Habitaba todavía Florencia cuando el artículo «Elementi di economia pura», de Maffeo Pantaleoni, llegó a sus manos y lo atrajo a la especulación abstracta. Al principio fue solo un pasatiempo para Pareto, pero esto luego alcanzó grados más importantes en su vida cotidiana, hasta que lo llevó a abandonar cualquier otra actividad.[cita requerida] Contribuyó desde 1890 a 1905 con el Giornale degli Economisti, y dio fundamento científico a la economía matemática, concepto antes introducido por los marginalistas Jevons, Léon Walras y Cournot. Esto lo llevó a formar posteriormente una idea que se tradujo en su teoría del equilibrio económico. En virtud de ese descubrimiento, recibió una propuesta para mudarse a una localidad valdense, Lausana, para ocupar la cátedra que había dejado libre Walras en 1893 como profesor de Economía Política.
Pareto abandonó la docencia en 1906, y se retiró a Céligny, en el cantón de Ginebra, a un tranquilo poblado llamado Villa Angora, donde dedicó el último período de su vida al estudio. Este fue, sin duda alguna, el más fructífero desde el punto de vista intelectual, durante el cual publicó sus más reconocidos trabajos: el Manual de economía política y el Tratado de sociología. Continuó siguiendo la economía y la política, y los cambios que estas sufrían, y el estudio y la meditación lo llevaron a una actitud espiritual, que denotaba una personalidad antitética a la que había tenido en los comienzos de su vida adulta, el liberal que supo ser había sido conducido al radicalismo, y si no al socialismo, y lo llevó gradualmente a convertirse en uno de los más profundos y vigorosos críticos del socialismo y la democracia.[cita requerida]
Las cualidades mentales más importantes obtenidas durante la formación de Pareto fueron, sin dudas, el conocimiento matemático y la cultura humanística.[cita requerida] Era Ingeniero y además, siendo italiano, escribía en francés con estilo literario y leía con fluidez en inglés, latín y griego. Tradujo, por el mero placer de ejercitarse lingüísticamente, la Antología griega. Fue el creador del concepto eficiencia de Pareto, y contribuyó, con ideas como la de las curvas de indiferencia, al desarrollo de la microeconomía.

## Economía
Fue un autor muy prolífico. Escribió obras de economía y panfletos antigubernamentales desde 1870 hasta la llegada de Mussolini, criticando el intervencionismo y la falta de democracia. En la primera etapa de su desarrollo intelectual, que luego tomaría otro giro, fue continuador de los neoclásicos y demócrata radical.
Pareto fue nombrado en 1893 profesor de Economía en la Universidad de Lausana, donde permaneció el resto de su vida. En 1906 hizo la famosa observación de que el 20% de la población poseía el 80% de la propiedad en Italia, posteriormente generalizada por Joseph M. Juran en el principio de Pareto (también conocida como la «regla del 80-20»). En 1909, Pareto introdujo el índice de Pareto —la medida de la desigualdad de la distribución del ingreso— e intentó mostrar el modo de distribución de la riqueza «a través de cualquier sociedad humana, en cualquier época o país» (véase «Distribución de Pareto»). Esto, a su juicio, explicaría por qué sus teorías económicas no coincidían con la realidad observada, y lo empujó al estudio de la sociología y la política.
Desde esa perspectiva, Pareto desechó algunos postulados económicos, sugiriendo que los individuos actúan basados en elementos instintivos residuales, no lógicos ni racionales.

### Las curvas de indiferencia
Uno de los conceptos más importantes dentro de los aportes de Pareto a la teoría neoclásica es de la curva de indiferencia. Una curva de indiferencia es «un conjunto de puntos en el espacio de bienes —o conjuntos de bienes— entre los que el consumidor se siente indiferente. Cada punto de una curva de indiferencia genera la misma utilidad total que cualquier otro punto de esa misma curva de indiferencia. Si la función de utilidad está dada por {\displaystyle U({x_{1}},{x_{2}},..,{x_{n}})} donde {\displaystyle X_{1}} es la cantidad del bien 1 consumida, {\displaystyle X_{2}} es la cantidad del bien 2 consumida, etc., se definirá una curva de indiferencia como el conjunto de todos los bienes que satisfacen la ecuación de {\displaystyle U({x_{1}},{x_{2}},..,{x_{n}})=c}, donde c es el nivel de utilidad constante de la curva de indiferencia».
Para generar un mapa de curvas de indiferencia, se otorgan diferentes valores a la constante c, hasta cubrir todos los valores posibles. Cada individuo tiene un mapa ilimitado de curvas de indiferencia; no importa donde se ubique, hay siempre una opción mejor (aumentando mínimamente la dotación de un bien). Pero, en la realidad, estamos restringidos por la capacidad que tenemos para adquirir esos bienes en el mercado. A esta restricción se la conoce como «recta de balance».

### Óptimo paretiano y equilibrio general
Pareto continúa la obra de Walras al subrayar el valor de equilibrio general y asentar las que concebía como condiciones matemáticas del equilibrio general. Partiendo de las sencillas reglas matemáticas relativas a la determinación de un sistema de ecuaciones de n variables, señala —de la misma manera que lo había realizado Walras— la interdependencia general de todas las cantidades económicas y la legitimidad teórica del concepto de un equilibrio económico general determinado. En su Curso, manifiesta la esperanza de que sus ecuaciones algebraicas puedan un día con valores cuantitativos derivados de un conjunto de datos estadísticos. No parece haberse dado cuenta la dificultad metodológica que eso suponía. Es por ello que en su obra posterior al Curso sugiere, sin embargo, que había abandonado la esperanza de llegar alguna vez a cuantificar sus ecuaciones funcionales. En este respecto, aunque quizá no fue tan lejos como Marshall en los detalles, por lo menos en su primera obra, su modo de abordar los problemas parece haber sido más sugestivo, y en él se han basado muchos trabajos recientes.
Además, Pareto optó por incorporar a la teoría del equilibrio general walrasiano el concepto antes mencionado de óptimo paretiano (véase «Óptimo de Pareto»). En esta teoría enunció que, en equilibrio general, debe llegarse a una situación tal que todos los individuos consumidores y todos los agentes productores y oferentes se encuentren en el punto en el que no puedan mejorar su utilidad sin perjudicar la de otro. Este concepto es también utilizado con frecuencia en la curva de contrato de la caja de Edgeworth

## Política
El descubrimiento de Pareto que las leyes de potencia tienen aplicación a la distribución del ingreso le interesó en el asunto del cambio político. Hasta esa fecha, mantenía cordiales relaciones personales con algunos socialistas individuales, pero siempre pensó que sus ideas económicas eran gravemente erróneas.[cita requerida] Más tarde comenzó a sospechar de sus motivos humanitarios, y denunció a los líderes socialistas como una «aristocracia de los bandidos» que amenazaba con saquear el país,[cita requerida] y criticó al Gobierno de Giovanni Giolitti por no adoptar una postura más dura contra las huelgas de los trabajadores. La creciente agitación entre los trabajadores en Italia lo llevó al campo antisocialista y antidemocrático. Sin embargo, su actitud hacia el fascismo en sus últimos años es motivo de controversia. A pesar de que dio la bienvenida al fascismo y fue honrado por el nuevo régimen (Mussolini le nombró senador vitalicio), se ha dicho que, como pensador político, Pareto continuó siendo un libertario radical hasta el final, que expresó serias reservas sobre el fascismo y se opuso a sus políticas básicas.
La sociología política de Pareto sostiene que una gran parte de la acción social es ilógica, y que una gran parte de la acción personal está diseñada para dar a las acciones no racionales una espuria logicidad. Somos conducidos por ciertos «residuos» (de instintos) y «derivaciones» de estos residuos. Los más importante de estos tienen que ver con el conservadurismo y la toma de riesgos, y la historia humana es la historia de la dominación alternativa de estos sentimientos en la élite gobernante, que llega al poder con la fuerte tendencia al conservadurismo de los «leones», pero poco a poco cambia a la filosofía de los «zorros» o especuladores. Esto produce una catástrofe, con un subsecuente retorno al conservadurismo. Este ciclo puede ser interrumpido por el uso de la fuerza, dice Pareto, pero la élite se vuelve débil y humanitaria y se niega a usar violencia.
Así pues, para Pareto hay dos tipos de clases gobernantes —la élite constituida por los mejores elementos de la sociedad—: los «zorros» y los «leones». Los zorros son calculadores, pensadores y materialistas, mientras que los leones son conservadores, idealistas y burocráticos. Esa élite no es hereditaria y, por lo tanto, habrá una circulación de élites (ver «Meritocracia»).
Lo ideal, según Pareto, sería que la élite funcional —los mejores— y la élite del poder coincidieran. Pero esto no es necesariamente así, pues hay quienes gobiernan sin ser élite (por influencias, familias, etc.). Si esto se generaliza, la élite en el poder se cierra frente a la nueva élite que surge de la masa, transformándose en una aristocracia. Esto lleva a la decadencia y el colapso, que necesitan y conducen a su sustitución, lo que puede suceder gradualmente o a través de una revolución:  «La historia es un cementerio de aristocracias».
Una élite funcional, o buena, es aquella donde hay un buen equilibrio entre zorros y leones. Cuando hay muchos zorros en la élite, los leones se rebelan, y viceversa. La élite debe ser de calidad y circulante.
Pareto influyó sobre ciertos aspectos del fascismo italiano, especialmente al nivel de la propaganda política. Los fascistas intentaron apropiarse de Pareto, y Pareto en cierta manera les correspondió.[cita requerida] Sin embargo, en la práctica del régimen fascista, los principales escritores y teóricos fascistas no encontraron gran mérito en su obras «políticas», y condenaron definitivamente sus teorías económicas.  Así, por ejemplo, Franz Borkenau argumenta que: «En los primeros años de su gobierno, Mussolini ejecutó literalmente las prescripciones políticas de Pareto, destruyendo el liberalismo político, pero al mismo tiempo reemplazando en general el manejo estatal de las empresas privadas, disminuyendo los impuestos sobre la propiedad, favoreciendo el desarrollo industrial, imponiendo una educación religiosa basada en dogmas…».
En cambio, Frid y Lanciotti observan que: «La imagen de Pareto como referente del fascismo fue explotada por parte de los partidarios del Duce y de los nacionalistas, con la explícita intención de legitimar científicamente el fenómeno político. Esta apropiación de la figura de Pareto en tanto que teórico y protagonista del fascismo fue fugaz, no llegando a superar la barrera de la década de 1930. La instrumentación de la figura de Pareto por parte del fascismo estuvo asociada a los avatares de las primeras etapas del régimen (1923- 1927), años en los cuales Pareto era recuperado tanto en calidad de “precursor” del nuevo estado o bien como guía intelectual de la renovación política fascista. Como bien señala en su tesis Ph. Kitzberger, la nueva edición de la Enciclopedia Italiana editada por Treccani en 1931, encomendada por Mussolini a G. Gentile como el instrumento más importante de la “política cultural del fascismo”, no hace referencia alguna al aporte de Pareto ni en el apartado dedicado a la historia del fascismo ni en la explicitación doctrinaria del mismo. Sí en cambio entraban dentro de la categoría de “precursores”, las figuras de Sorel y de Peguy. El nombre de Pareto, en cambio, sí que fue asociado por los autores de la Enciclopedia con la historia de las ideas económicas: el eminente economista, habría corregido a tiempo su liberalismo inicial y el dogmatismo de la “economía pura”, para reorientar su trabajo teórico al análisis sociológico».

## Obras

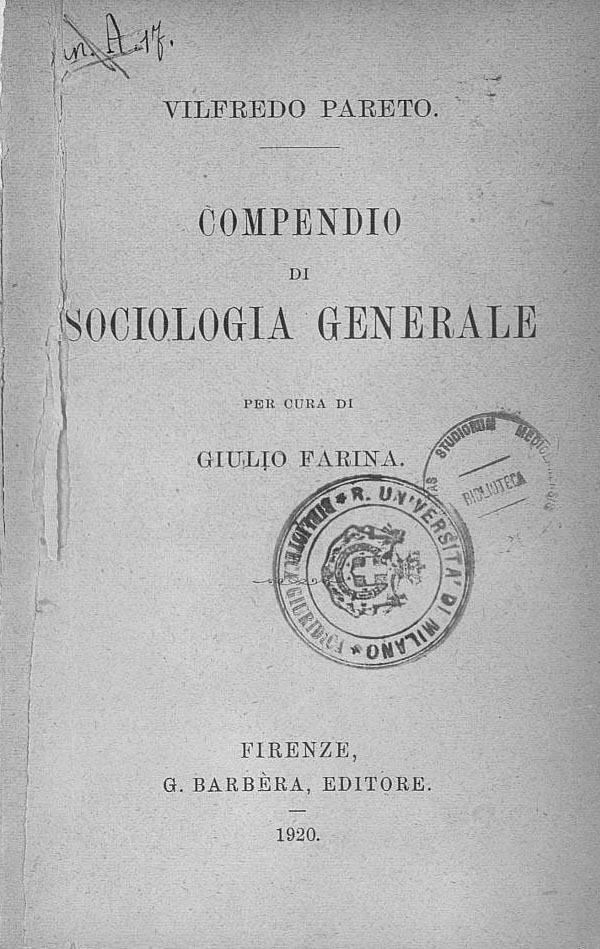
Compendio di sociologia generale, 1920

1. Considerazioni sui principi fondamentali dell'economia pura, Giornale degli economisti, 1892-93
2. Il massimo di utilità dato della libera concorrenza, Giornale degli economisti, 1894.
3. La curva delle entrate e le osservazioni del Professore Edgeworth, Giornale degli economisti, 1896.
4. Cours d’économie politique. Lausanne, 1896-97.
5. Les systèmes socialistes. Paris, 1903 (reimpresión 1926).
6. Manuale di economia politica – con una introduzione alla Scienza Sociale. Milano, 1906 (reimpresión 1919), 574 pág.
7. Les doctrines sociales et économiques considerées comme science, Rivista di Scienza, Bologna, 1907.
8. Manuel d’économie politique, traducción al francés del Manuale por Alfred Bonnet, revisada por el autor (con un nuevo Apéndice matemático). Paris, 1909, 691 pág.
9. Anwedungen der Mathematik auf Nationalökonomie, en Encyclopädie der matematischen Wissenschaften, Leipzig, 1910.
10. Économie mathématique, revisión del artículo anterior para la Encyclopédie des Sciences Mathématiques, Paris, 1911.
11. Economia sperimentale, Giornale degli economisti, 1918.
12. Trattato di Sociologia generale. Firenze, 1916.

- Compendio di sociologia generale (en italiano). Florence: Barbèra. 1920.

## Citas
1. ↑  Geoffrey Duncan, Mitchell (1968). A Hundred Years of Sociology (en inglés). Transaction Publishers. p. 115. ISBN 9780202366647.
2. ↑  Boccara, Nino (9 de septiembre de 2010). Modeling Complex Systems (en inglés). Springer Science & Business Media. p. 372. ISBN 978-1-4419-6562-2.
3. ↑  Aron, Raymond (1998). Main Currents in Sociological Thought: Montesquieu, Comte, Marx, Tocqueville, and the Sociologists and the Revolution of 1848 (Volumen 1 de Main currents in sociological thought) (en inglés). Transaction Publishers. pp. 208, 210. ISBN 1412815487.
4. ↑  Wood, John Cunningham; McLure, Michael (1999). Vilfredo Pareto: Critical Assessments of Leading Economists (en inglés) III. London New York: Routledge. p. 188. ISBN 978-0-415-18499-1.
5. ↑  Bousquet, 1999, p. 197.
6. ↑  Mandelbrot, Benoit; Richard L Hudson (2004). The (mis)behavior of markets : a fractal view of risk, ruin, and reward. Nueva York: Basic Books.
7. ↑   Carina Frid;  Norma Lanciotti (2005):  «Más tarde, la concepción paretiana de la política de la era posliberal se contrapuso al concepto de optimalidad distributiva del mercado: la política se había transformado, inevitablemente, en un orden arbitrario, ficticio y expoliatorio.  Cuando el fascismo ascendió al poder en 1922,  el Pareto sociólogo ya era reconocido por su crítica a la democracia burguesa. Su interpretación del fascismo en los primeros momentos del acceso al poder identificaba a dicho movimiento como “una reacción espontánea” de la población contra la izquierda revolucionaria, restableciendo la autoridad de gobierno y el orden público».  en  LA RECEPCIÓN DEL PENSAMIENTO ECONÓMICO FASCISTA EN ARGENTINA: INTELECTUALES, EMPRESARIOS E INSTITUCIONES (1920-1945)
8. ↑  Gould, John; Edward Lazear (2003). Teoría microeconómica (Microeconomic Theory). Buenos Aires: Fondo de Cultura Económica.
9. ↑  Schumpeter, Joseph (1975). Historia del Análisis Económico tomo II. México: Fondo de Cultura Económica.
10. ↑  Richard Bellamy, "From Ethical to Economic Liberalism – The Sociology of Pareto's Politics," Economy and Society vol. 19, no. 4, 1990, pp. 431–55
11. ↑  Renato Cirillo, "Was Vilfredo Pareto Really a 'Precursor' of Fascism?," The American Journal of Economics and Sociology 42.2 (2006), 235–46.
12. ↑   Stuart L. Campbell, "The Four Paretos of Raymond Aron," Journal of the History of Ideas, 47 (1986), 287–98.
13. ↑   Aron, Raymond. (1967) Main Currents in Sociological Thought: Durkheim, Pareto, Weber - Vol. 2 online edition; excerpt and text search
14. ↑   Franz Borkenau, Pareto (New York: John Wiley & Sons, 1936), p. 18.
15. ↑   Carina Frid;  Norma Lanciotti (2005): LA RECEPCIÓN DEL PENSAMIENTO ECONÓMICO FASCISTA EN ARGENTINA: INTELECTUALES, EMPRESARIOS E INSTITUCIONES (1920-1945)